# Венды
Ве́нды (нем. Wenden; швед. Vender), также винды и они же вене́ды — средневековое германское собирательное название всех соседних немцам славян. К настоящему времени название закрепилось за всеми полабскими славянами и в более узком значении — за лужицкими сербами и кашубами. Исторически полабские славяне образовывали три племенных союза: лужичане (сорбы) на юге, лютичи (вильцы, велеты) в центральных областях и бодричи (ободриты, ререги) на северо-западе.

## Венеды
Германское слово «венды» восходит к венедам, или восточным венетам (лат. Venedi, Venethae, Venethi; др.-греч. Οὐενέδοι) — племенной группе, известной с I до VI в. и упоминаемой древними историками Геродотом, Помпонием Мелой, Плинием Старшим, Тацитом, Клавдием Птолемеем, Иорданом. Античные авторы локализировали венедов к востоку от Вислы — от балтийского побережья до Карпат и низовьев Дуная. Опираясь на эти источники, многие исследователи считают венедов непосредственными предками древних славян VI—VIII веков. Гипотезы о связи восточных венетов с ещё более древними южными, или адриатическими, венетами, а также с кельтскими западными венетами или с германскими венделами (вандалами), остаются дискуссионными.

## История вендов
В хрониках Фредегара славянское население государства Само, отделившегося в 623 году от аварского каганата, названо вендами. В 630 году венды ограбили франкских купцов, проезжающих через их территорию, что вызвало карательный рейд Дагоберта I. В ответ венды опустошили Тюрингию.
Попытку завоевания вендов, а именно сорбов (лужицких сербов), предпринял Карл Великий, но отправленное им войско было уничтожено саксами. Таким образом было положено начало натиску германских феодалов на славян, известное как Дранг нах Остен — «Натиск на восток». В IX веке часть земель вендов-сорбов на непродолжительное время вошла в состав Великой Моравии.
Набеги вендов на германские территории случались до тех пор, когда император Генрих I Птицелов не начал крупномасштабное наступление на вендские славянские племена, обратив их в своих данников. Покорённые германцами венды, впрочем, продолжали сопротивление и неоднократно поднимали восстания — некоторые, как в 983 году, имели временный успех, но большинство подавлялись завоевателями.
С 1040-х годов приблизительно до 1129 года существовала раннефеодальная Вендская держава (Ободритское княжество), объединявшая племенные союзы ободритов, лютичей и часть поморян для отражения агрессии саксов и датчан. В 1050-х годах его князь Готшалк активно проводил завоевательную политику на соседних землях славян: часть лютичей и глиняне были обложены данью. При нём строились новые грады, церкви и монастыри. По просьбе князя были назначены епископы в Мекленбург, Ольденбург и Ратцебург. В 1066 году знать возглавила движение против христианского окружения князя: Готшалк был убит, а миссионеры и обращённые в христианскую веру изгнаны или казнены.
Младший сын Готшалка Генрих на рубеже XI—XII веков укрепил государство. Ему платили дань бризане и стодоране. Генрих переехал с семьёй из Мекленбурга в Старый Любек, который уже при Генрихе превратился в раннегородской центр с поселениями купцов и ремесленников. Новая столица стала резиденцией для христианских священников. После смерти Генриха начались междоусобицы. С конца XII века на основе Ободритского княжества развивались находившиеся в зависимости от саксонского герцога Ростокское, Мекленбургское и другие княжества, которые управлялись потомками ободритского князя. В XIII веке эти княжества подверглись германизации.
В 1068/1069 году немецкие рыцари разрушают вендское святилище Ретра. Религиозный центр язычников-вендов перемещается в город Аркону — столицу племени руян, входившего в состав союза ободритов, которому долгое время, до короля Вальдемара I, платила дань Дания. Но через столетие, в 1168 году, король Вальдемар I Великий и епископ Абсалон в конце концов уничтожили Аркону, низвергнув идола бога Святовита.
В 1147 году состоялся Вендский крестовый поход (Wendenkreuzzug), в котором приняло участие 150-тысячное германо-польское войско под предводительством Генриха Льва. Пунктом сбора войск саксонских князей при участии польских и датских феодалов стал Магдебург. Первой жертвой крестоносцев стал вендский Мальхов и Хафленберг, где были разорены языческие святилища, затем Дымин и Щецин. Покорив языческие славянские племена ободритов и лютичей, крестоносцы заставили их принять христианство; массовое уничтожение славянского населения облегчило процессы ассимиляции и колонизации немецкими поселенцами.
Титулатура датских монархов включала слова «король вендов и готов», а шведских с 1540 по 1973 годы — «наследный король шведов, готов и вендов» (швед. Svears, Götes och Wendes Konung; в латинском варианте, что примечательно — вандалов, лат. Suecorum, Gothorum, Vandalorum Rex).

## Название вендов
У франков так назывались все полабские славяне. На протяжении Средних веков немцы обобщённо называли вендами все соседние с ними славянские народы (кроме, вероятно, чехов и поляков): лужичан, лютичей, ободритов, поморян, кашубов, силезцев и словенцев.
В датских летописях под именем «венды» обычно фигурируют полабские славяне, и поморяне, в частности руяне, с которыми вел войны датский король Вальдемар I Великий.
В Германии это название сохранилось в употреблении до наших дней. В настоящее время вендами немцы называют лужичан — потомков коренного славянского населения Германии, и иногда кашубов — потомков поморян.
Большое число слов с корнем -венд- встречалось в землях востока Германии: вендхаус, вендберг, вендграбен (могила), винденхайм (родина), виндишланд (земля вендов) и т. д.
В высоком и позднем Средневековье слово «Венд» часто выполняло функцию фамилии жителей германских государств Заэльбья славянского происхождения.
Подробней об истории вендов смотрите статью полабские славяне, лужицкие сербы, кашубы. 

## Топонимы
- Вендебург (город вендов)
- Вендорф (село вендов) город в немецкой Померании.
- Вендорф (село вендов) город в немецкой Саксонии.

## Галерея
- Изображение вендов в Саксонском Зерцале (XIV в.)
- Вендская (сорбская) свадьба в Шпревальде (1931)
- Сорбская крестьянка в национальном убранстве (1948)